# Colletot
Colletot és un municipi francès situat al departament de l'Eure i a la regió de Normandia. L'any 2007 tenia 150 habitants.

## Demografia

### Població
El 2007 la població de fet de Colletot era de 150 persones. Hi havia 50 famílies, de les quals 8 eren unipersonals (4 homes vivint sols i 4 dones vivint soles), 13 parelles sense fills, 25 parelles amb fills i 4 famílies monoparentals amb fills.
La població ha evolucionat segons el següent gràfic:
Habitants censats

### Habitatges
El 2007 hi havia 67 habitatges, 53 eren l'habitatge principal de la família, 7 eren segones residències i 6 estaven desocupats. Tots els 67 habitatges eren cases. Dels 53 habitatges principals, 44 estaven ocupats pels seus propietaris i 9 estaven llogats i ocupats pels llogaters; 1 tenia una cambra, 1 en tenia dues, 5 en tenien tres, 12 en tenien quatre i 35 en tenien cinc o més. 35 habitatges disposaven pel capbaix d'una plaça de pàrquing. A 18 habitatges hi havia un automòbil i a 32 n'hi havia dos o més.

### Piràmide de població
La piràmide de població per edats i sexe el 2009 era:
| Homes | Edats   | Dones |
| ----- | ------- | ----- |
| 0     | 95 o +  | 0     |
| 0     | 90 a 94 | 0     |
| 0     | 85 a 89 | 0     |
| 0     | 80 a 84 | 0     |
| 0     | 75 a 79 | 0     |
| 4     | 70 a 74 | 0     |
| 4     | 65 a 69 | 4     |
| 0     | 60 a 64 | 4     |
| 0     | 55 a 59 | 0     |
| 12    | 50 a 54 | 12    |
| 4     | 45 a 49 | 4     |
| 4     | 40 a 44 | 4     |
| 4     | 35 a 39 | 4     |
| 4     | 30 a 34 | 0     |
| 0     | 25 a 29 | 8     |
| 0     | 20 a 24 | 0     |
| 8     | 15 a 19 | 4     |
| 0     | 10 a 14 | 0     |
| 0     | 5 a 9   | 4     |
| 4     | 0 a 4   | 0     |

## Economia
El 2007 la població en edat de treballar era de 106 persones, 81 eren actives i 25 eren inactives. De les 81 persones actives 72 estaven ocupades (37 homes i 35 dones) i 9 estaven aturades (3 homes i 6 dones). De les 25 persones inactives 5 estaven jubilades, 13 estaven estudiant i 7 estaven classificades com a «altres inactius».

### Ingressos
El 2009 a Colletot hi havia 58 unitats fiscals que integraven 163 persones, la mediana anual d'ingressos fiscals per persona era de 18.243 €.

### Activitats econòmiques
Dels 2 establiments que hi havia el 2007, 1 era d'una empresa de fabricació d'altres productes industrials i 1 d'una empresa d'hostatgeria i restauració.
L'any 2000 a Colletot hi havia 6 explotacions agrícoles.

## Poblacions més properes
El següent diagrama mostra les poblacions més properes.